# Молопо
Молопо (на английски: Molopo River, на африкаанс: Moloporivier) е река в Република Южна Африка и по границата с Ботсвана, десен приток на Оранжева река. Дължината ѝ е 970 km, а площта на водосборния басейн – 367 201 km². Река Молопо води началото си на 1466 m н.в. от крайните западни части на планината Витватерсранд, на 40 km източно от град Мафекинг в Капската провинция. В най-горното си течение тече по платото Среден Велд, а след това до устието си по южната периферия на падината Калахари. На около 40 km западно от Мафекинг достига до границата с Ботсвана, след което на един много дълъг участък служи за граница между двете държави. След „устието“ на десния си приток Нособ долината ѝ завива на юг и до устието си запазва това направление. „Влива“ се отдясно в Оранжевата река, на 442 m н.в., на около 30 km преди границата с Намибия. Основни притоци: леви – Пепани, Куруман; десни – Моселеби, Нособ (740 km), като всички те са епизодични. Постоянно течение реката има само до град Мафекинг, където водата ѝ се използва за напояване, а по-надолу до 23° и.д. има сезонно течение. След това до устието си долината ѝ остава с години суха и само при епизодични поройни дъждове по нея за кратко време протича вода.